# Raasiku

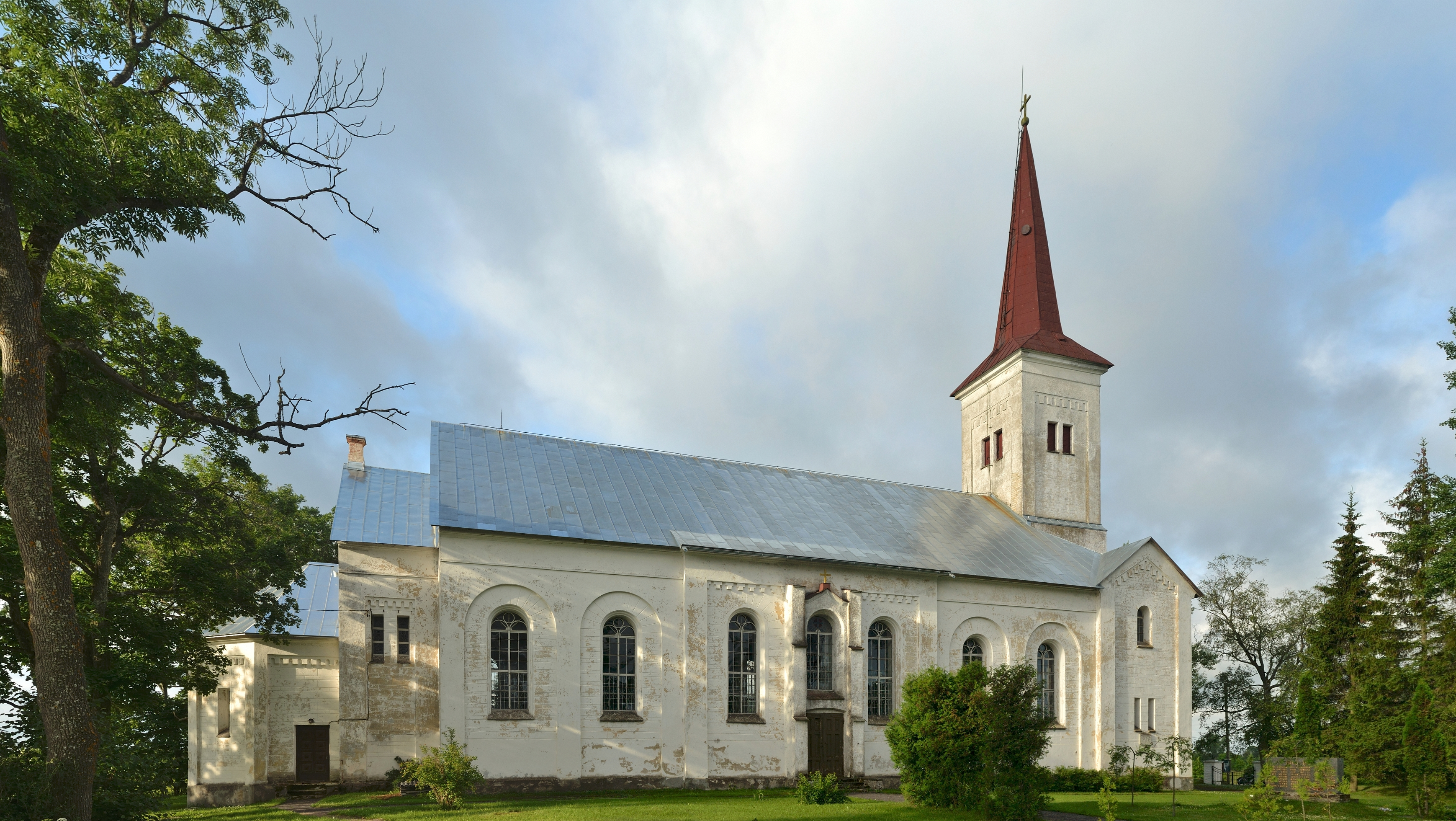
L'église Saint-Jean-Baptiste.

Raasiku (autrefois en allemand : Rasik) est un petit bourg (alevik) estonien appartenant à la municipalité rurale de Raasiku dans la région d'Harju (autrefois: Harrien). Il se trouve au bord de la rivière Jõelähtme, au nord du pays.

## Démographie
Sa population était de 1 340 habitants en 2008.
Au 31 décembre 2011, il compte 1210 habitants.

## Histoire
L'endroit a été mentionné en 1241 par le Liber Census Daniæ, lorsque la région appartenait à la couronne du Danemark.
L'endroit a connu une croissance rapide au XIXe siècle lorsque le bourg a été relié au chemin de fer
Le domaine de Rasik (aujourd'hui Raasiku) et son manoir appartenait aux barons Pilar von Pilchau et se trouvait dans la paroisse de St. Johannis (saint Jean-Baptiste). Le domaine a été mentionné en 1497 et appartenait au Moyen Âge à l'abbaye de Padis, puis la famille De La Gardie y a fait construire un manoir de bois au XVIIe siècle. Les terres ont ensuite appartenu à la famille von Taube, à la famille von Stackelberg, à la famille von Bohn, à la famille von Brevern. Hermann Ludwig von Löwenstern fait construire un grand manoir de bois en 1774 avec un fronton néoclassique. Rasik passe à la famille von Sievers en 1843. Le château brûle pendant les jacqueries dues à la révolution de 1905.

## Architecture
- Église luthérienne Saint-Jean-Baptiste, construite en 1863 sur les fondations de l'ancienne église